# Jessica Rothe
Jessica Ann Rothenberg (sinh ngày 28 tháng 5 năm 1987) thường được biết đến với nghệ danh Jessica Rothe (/rɒθ/), là một nữ diễn viên người Mỹ. Cô được biết đến nhiều nhất qua vai diễn trong phim truyền hình của đài MTV Mary + Jane (2016) và vai nữ chính trong tác phẩm điện ảnh kinh dị thể loại đâm chém mang tên Sinh nhật chết chóc, cũng như  phần phim tiếp nối năm 2019 của nó. Rothe cũng góp mặt trong nhiều bộ phim khác như Những kẻ khờ mộng mơ (2016), Forever My Girl (2018) và Valley Girl (2020). Năm 2020, cô xuất hiện trong phim truyền hình chiếu trên nền tảng Prime Video Utopia.

## Danh sách phim

### Truyền hình
| Năm  | Tên                                        | Vai              | Ghi chú                  |
| ---- | ------------------------------------------ | ---------------- | ------------------------ |
| 2010 | America's Most Wanted: America Fights Back | Bojana Mitic     | Tập: "The Pink Panthers" |
| 2011 | The Onion News Network                     | Katie Clements   | 2 tập                    |
| 2011 | Happy Endings                              | Cô gái tuổi teen | Tập: "Baby Steps"        |
| 2012 | Gossip Girl                                | Young Woman      | Tập: "The Backup Dan"    |
| 2013 | Blue Bloods                                | Sylvie Freeland  | Tập: "Protest Too Much"  |
| 2013 | Futurestates                               | Maya             | Tập: "Promised Land"     |
| 2013 | High Maintenance                           | Rachel           | Tập: "Elijah"            |
| 2014 | Next Time on Lonny                         | Stephanie        | 6 tập                    |
| 2016 | Chicago P.D.                               | Madison          | Tập: "If We Were Normal" |
| 2016 | Mary + Jane                                | Paige            | Vai chính, 10 tập        |